# Alexandru Folea
Moise Alexandru Folea (ur. 22 lipca 2005 w Zărnești) – rumuński skoczek narciarski. Uczestnik mistrzostw świata juniorów (2021, 2022 i 2023) oraz zimowego olimpijskiego festiwalu młodzieży Europy (2022 i 2023). Medalista mistrzostw kraju.
Skoki narciarskie uprawia również jego siostra, Delia Folea.

## Przebieg kariery
Bez większych sukcesów startował w nieoficjalnych letnich mistrzostwach świata dzieci, zawodach FIS Youth Cup i Turnieju Czterech Skoczni dzieci. We wrześniu 2017 w Râșnovie zadebiutował w Pucharze Karpat, zajmując 36. miejsce. Pierwsze punkty tego cyklu zdobył w tym samym miejscu we wrześniu 2018, plasując się na 27. lokacie.
W październiku 2020 w Râșnovie zadebiutował w FIS Cupie, w słabo obsadzonych zawodach (w obu wystąpiło niespełna 30 zawodników), plasując się na przełomie trzeciej i drugiej dziesiątki (21. i 18. lokata), zdobywając tym samym swoje pierwsze punkty do klasyfikacji generalnej tego cyklu. W lutym 2021 w Lahti wystąpił na mistrzostwach świata juniorów, zajmując 44. pozycję w konkursie indywidualnym oraz 12. miejsce w rywalizacji drużynowej.
W sierpniu 2021 w Râșnovie zadebiutował w Letnim Pucharze Kontynentalnym, zajmując dwukrotnie lokaty w szóstej dziesiątce. W marcu 2022 w Zakopanem na mistrzostwach świata juniorów uplasował się na 46. lokacie w rywalizacji indywidualnej, był także 11. w konkursie drużynowym i 12. w zmaganiach drużyn mieszanych. W tym samym miesiącu w Lahti wystąpił również na zimowym olimpijskim festiwalu młodzieży Europy – indywidualnie był 29., w konkursie drużynowym zajął z rumuńskim zespołem 9. pozycję, a w rywalizacji zespołów mieszanych 7. lokatę.
W styczniu 2023 w Planicy wziął udział w zimowym olimpijskim festiwalu młodzieży Europy zajmując 37. pozycję w konkursie indywidualnym. W lutym 2023 w Whistler wystąpił na mistrzostwach świata juniorów – indywidualnie był 46., a w rywalizacji drużyn mieszanych z rumuńskim zespołem zajął 13. lokatę.
Folea stawał na podium mistrzostw Rumunii – zdobył srebrny medal w rywalizacji drużynowej w 2022 oraz brązowe w tej samej konkurencji w 2019, zimą 2020 i latem 2020.

## Mistrzostwa świata juniorów

### Indywidualnie
| 2021 Lahti    | – | 44. miejsce |
| 2022 Zakopane | – | 46. miejsce |
| 2023 Whistler | – | 46. miejsce |
| 2024 Planica  | – | 57. miejsce |

### Drużynowo
| 2021 Lahti    | – | 12. miejsce                                 |
| 2022 Zakopane | – | 11. miejsce, 12. miejsce (drużyna mieszana) |
| 2023 Whistler | – | 13. miejsce (drużyna mieszana)              |
| 2024 Planica  | – | 13. miejsce, 13. miejsce (drużyna mieszana) |

### Starty A. Folei na mistrzostwach świata juniorów – szczegółowo
| Miejsce | Dzień     | Rok  | Miejscowość | Skocznia              | Punkt K | HS     | Konkurs      | Skok 1 | Skok 2 | Nota                 | Strata    | Zwycięzca         |
| ------- | --------- | ---- | ----------- | --------------------- | ------- | ------ | ------------ | ------ | ------ | -------------------- | --------- | ----------------- |
| 44.     | 11 lutego | 2021 | Lahti       | Salpausselkä          | K-90    | HS-100 | indywid.     | 70,0 m | –      | 74,8 pkt             | 189,1 pkt | Niklas Bachlinger |
| 12.     | 12 lutego | 2021 | Lahti       | Salpausselkä          | K-90    | HS-100 | druż.        | 68,5 m | –      | 298,9 pkt (61,4 pkt) | 687,3 pkt | Austria           |
| 46.     | 3 marca   | 2022 | Zakopane    | Średnia Krokiew       | K-95    | HS-105 | indywid.     | 80,0 m | –      | 92,6 pkt             | 218,9 pkt | Daniel Tschofenig |
| 11.     | 5 marca   | 2022 | Zakopane    | Średnia Krokiew       | K-95    | HS-105 | druż.        | 83,0 m | –      | 310,6 pkt (80,8 pkt) | 727,9 pkt | Austria           |
| 12.     | 6 marca   | 2022 | Zakopane    | Średnia Krokiew       | K-95    | HS-105 | druż. miesz. | 79,5 m | –      | 210,7 pkt (66,9 pkt) | 673,7 pkt | Austria           |
| 46.     | 2 lutego  | 2023 | Whistler    | Whistler Olympic Park | K-95    | HS-104 | indywid.     | 72,5 m | –      | 64,0 pkt             | 193,9 pkt | Vilho Palosaari   |
| 13.     | 5 lutego  | 2023 | Whistler    | Whistler Olympic Park | K-95    | HS-104 | druż. miesz. | 73,0 m | –      | 291,2 pkt (58,7 pkt) | 629,0 pkt | Słowenia          |
| 57.     | 8 lutego  | 2024 | Planica     | Srednja skakalnica    | K-95    | HS-102 | indywid.     | 76,5 m | –      | 82,5 pkt             | 184,2 pkt | Stephan Embacher  |
| 13.     | 10 lutego | 2024 | Planica     | Srednja skakalnica    | K-95    | HS-102 | druż.        | 79,0 m | –      | 273,4 pkt (76,0 pkt) | 660,9 pkt | Austria           |
| 13.     | 11 lutego | 2024 | Planica     | Srednja skakalnica    | K-95    | HS-102 | druż. miesz. | 82,0 m | –      | 335,7 pkt (80,7 pkt) | 594,5 pkt | Austria           |

## Zimowy olimpijski festiwal młodzieży Europy

### Indywidualnie
| 2022 Vuokatti/Lahti                   | – | 29. miejsce |
| 2023 Friuli-Wenecja Julijska/ Planica | – | 37. miejsce |

### Drużynowo
| 2022 Vuokatti/Lahti | – | 9. miejsce, 7. miejsce (drużyna mieszana) |

### Starty A. Folei na zimowym olimpijskim festiwalu młodzieży Europy – szczegółowo
| Miejsce | Dzień       | Rok  | Miejscowość | Skocznia           | Punkt K | HS     | Konkurs      | Skok 1 | Skok 2 | Nota                  | Strata    | Zwycięzca        |
| ------- | ----------- | ---- | ----------- | ------------------ | ------- | ------ | ------------ | ------ | ------ | --------------------- | --------- | ---------------- |
| 29.     | 23 marca    | 2022 | Lahti       | Salpausselkä       | K-95    | HS-100 | indywid.     | 80,0 m | 76,0 m | 169,5 pkt             | 81,0 pkt  | Jonas Schuster   |
| 9.      | 24 marca    | 2022 | Lahti       | Salpausselkä       | K-95    | HS-100 | druż.        | 78,0 m | 80,0 m | 686,0 pkt (184,2 pkt) | 234,0 pkt | Austria          |
| 7.      | 25 marca    | 2022 | Lahti       | Salpausselkä       | K-95    | HS-100 | druż. miesz. | 78,0 m | 79,0 m | 677,5 pkt (172,0 pkt) | 235,5 pkt | Słowenia         |
| 37.     | 23 stycznia | 2023 | Planica     | Srednja skakalnica | K-95    | HS-102 | indywid.     | 77,0 m | –      | 87,6 pkt              | 181,2 pkt | Stephan Embacher |

## Puchar Kontynentalny

### Miejsca w poszczególnych konkursachPucharu Kontynentalnego
stan po zakończeniu sezonu 2024/2025
| Źródło                                                                        | Źródło            | Źródło     | Źródło     | Źródło          | Źródło          | Źródło                       | Źródło                       | Źródło          | Źródło          | Źródło        | Źródło        | Źródło        | Źródło          | Źródło          | Źródło            | Źródło            | Źródło           | Źródło           | Źródło              | Źródło              | Źródło        | Źródło        | Źródło      | Źródło      | Źródło         | Źródło         | Źródło | Źródło | Źródło | Źródło | Źródło | Źródło | Źródło | Źródło | Źródło | Źródło | Źródło | Źródło | Źródło | Źródło | Źródło | Źródło | Źródło | Źródło | Źródło | Źródło | Źródło | Źródło | Źródło | Źródło | Źródło | Źródło | Źródło | Źródło | Źródło | Źródło | Źródło | Źródło | Źródło |
| ----------------------------------------------------------------------------- | ----------------- | ---------- | ---------- | --------------- | --------------- | ---------------------------- | ---------------------------- | --------------- | --------------- | ------------- | ------------- | ------------- | --------------- | --------------- | ----------------- | ----------------- | ---------------- | ---------------- | ------------------- | ------------------- | ------------- | ------------- | ----------- | ----------- | -------------- | -------------- | ------ | ------ | ------ | ------ | ------ | ------ | ------ | ------ | ------ | ------ | ------ | ------ | ------ | ------ | ------ | ------ | ------ | ------ | ------ | ------ | ------ | ------ | ------ | ------ | ------ | ------ | ------ | ------ | ------ | ------ | ------ | ------ | ------ |
| Sezon 2023/2024                                                               |                   |            |            |                 |                 |                              |                              |                 |                 |               |               |               |                 |                 |                   |                   |                  |                  |                     |                     |               |               |             |             |                |                |        |        |        |        |        |        |        |        |        |        |        |        |        |        |        |        |        |        |        |        |        |        |        |        |        |        |        |        |        |        |        |        |        |
| Lillehammer HS140                                                             | Lillehammer HS140 | Ruka HS142 | Ruka HS142 | Engelberg HS140 | Engelberg HS140 | Garmisch-Partenkirchen HS142 | Garmisch-Partenkirchen HS142 | Innsbruck HS128 | Innsbruck HS128 | Sapporo HS137 | Sapporo HS137 | Sapporo HS137 | Willingen HS147 | Willingen HS147 | Lillehammer HS140 | Lillehammer HS140 | Brotterode HS117 | Brotterode HS117 | Iron Mountain HS133 | Iron Mountain HS133 | Planica HS138 | Planica HS138 | Lahti HS130 | Lahti HS130 | Zakopane HS140 | Zakopane HS140 | punkty |        |        |        |        |        |        |        |        |        |        |        |        |        |        |        |        |        |        |        |        |        |        |        |        |        |        |        |        |        |        |        |        |
| -                                                                             | -                 | -          | -          | 46              | 46              | -                            | -                            | -               | -               | -             | -             | -             | -               | -               | -                 | -                 | -                | -                | -                   | -                   | -             | -             | -           | -           | -              | -              | 0      |        |        |        |        |        |        |        |        |        |        |        |        |        |        |        |        |        |        |        |        |        |        |        |        |        |        |        |        |        |        |        |        |
| Legenda                                                                       |                   |            |            |                 |                 |                              |                              |                 |                 |               |               |               |                 |                 |                   |                   |                  |                  |                     |                     |               |               |             |             |                |                |        |        |        |        |        |        |        |        |        |        |        |        |        |        |        |        |        |        |        |        |        |        |        |        |        |        |        |        |        |        |        |        |        |
| 1 2 3 4-10 11-30 poniżej 30 dq – dyskwalifikacja - – zawodnik nie wystartował |                   |            |            |                 |                 |                              |                              |                 |                 |               |               |               |                 |                 |                   |                   |                  |                  |                     |                     |               |               |             |             |                |                |        |        |        |        |        |        |        |        |        |        |        |        |        |        |        |        |        |        |        |        |        |        |        |        |        |        |        |        |        |        |        |        |        |

## Letni Puchar Kontynentalny

### Miejsca w poszczególnych konkursachLetniego Pucharu Kontynentalnego
stan po zakończeniu LPK 2024
| Źródło                                                                        | Źródło       | Źródło         | Źródło         | Źródło      | Źródło      | Źródło              | Źródło              | Źródło     | Źródło     | Źródło            | Źródło            | Źródło | Źródło | Źródło | Źródło | Źródło | Źródło | Źródło | Źródło | Źródło | Źródło | Źródło | Źródło | Źródło | Źródło | Źródło |
| ----------------------------------------------------------------------------- | ------------ | -------------- | -------------- | ----------- | ----------- | ------------------- | ------------------- | ---------- | ---------- | ----------------- | ----------------- | ------ | ------ | ------ | ------ | ------ | ------ | ------ | ------ | ------ | ------ | ------ | ------ | ------ | ------ | ------ |
| 2021                                                                          |              |                |                |             |             |                     |                     |            |            |                   |                   |        |        |        |        |        |        |        |        |        |        |        |        |        |        |        |
| Kuopio HS127                                                                  | Kuopio HS127 | Frenštát HS106 | Frenštát HS106 | Râșnov HS97 | Râșnov HS97 | Bischofshofen HS142 | Bischofshofen HS142 | Oslo HS106 | Oslo HS106 | Klingenthal HS140 | Klingenthal HS140 | punkty |        |        |        |        |        |        |        |        |        |        |        |        |        |        |
| -                                                                             | -            | -              | -              | 56          | 52          | -                   | -                   | -          | -          | -                 | -                 | 0      |        |        |        |        |        |        |        |        |        |        |        |        |        |        |
| Legenda                                                                       |              |                |                |             |             |                     |                     |            |            |                   |                   |        |        |        |        |        |        |        |        |        |        |        |        |        |        |        |
| 1 2 3 4-10 11-30 poniżej 30 dq – dyskwalifikacja - − zawodnik nie wystartował |              |                |                |             |             |                     |                     |            |            |                   |                   |        |        |        |        |        |        |        |        |        |        |        |        |        |        |        |

## FIS Cup

### Miejsca w klasyfikacji generalnej
| Sezon     | Miejsce |
| --------- | ------- |
| 2020/2021 | 92.     |
| 2023/2024 | 92.     |

### Miejsca w poszczególnych konkursachFIS Cupu
stan po zakończeniu sezonu 2024/2025
| Sezon 2020/2021                                                               |                    |                  |                  |                  |                  |               |               |                  |                  |                  |                  |               |               |                  |                  |               |               |                |                |               |               |                |                |               |               |                |                |        |        |        |        |        |        |        |        |        |        |        |        |        |        |
| Râșnov HS97                                                                   | Râșnov HS97        | Kandersteg HS106 | Kandersteg HS106 | Zakopane HS140   | Zakopane HS140   | Szczyrk HS104 | Szczyrk HS104 | Lahti HS100      | Lahti HS100      | Villach HS98     | Villach HS98     | Oberhof HS100 | Oberhof HS100 | punkty           | punkty           | punkty        | punkty        | punkty         | punkty         | punkty        | punkty        | punkty         | punkty         | punkty        | punkty        | punkty         | punkty         | punkty | punkty | punkty | punkty | punkty |        |        |        |        |        |        |        |        |        |
| 21                                                                            | 18                 | 50               | 45               | -                | -                | 63            | 58            | 74               | 78               | -                | -                | 66            | 62            | 23               | 23               | 23            | 23            | 23             | 23             | 23            | 23            | 23             | 23             | 23            | 23            | 23             | 23             | 23     | 23     | 23     | 23     | 23     |        |        |        |        |        |        |        |        |        |
| Sezon 2021/2022                                                               |                    |                  |                  |                  |                  |               |               |                  |                  |                  |                  |               |               |                  |                  |               |               |                |                |               |               |                |                |               |               |                |                |        |        |        |        |        |        |        |        |        |        |        |        |        |        |
| Otepää HS97                                                                   | Otepää HS97        | Kuopio HS100     | Kuopio HS127     | Einsiedeln HS117 | Einsiedeln HS117 | Ljubno HS94   | Ljubno HS94   | Villach HS98     | Villach HS98     | Lahti HS100      | Lahti HS100      | Falun HS100   | Falun HS100   | Kandersteg HS106 | Kandersteg HS106 | Notodden HS98 | Notodden HS98 | Zakopane HS105 | Villach HS98   | Villach HS98  | Oberhof HS100 | Oberhof HS100  | punkty         | punkty        | punkty        | punkty         | punkty         | punkty | punkty | punkty | punkty | punkty | punkty | punkty | punkty | punkty | punkty | punkty | punkty | punkty | punkty |
| -                                                                             | -                  | -                | -                | -                | -                | -             | -             | -                | -                | -                | -                | -             | -             | -                | -                | -             | -             | 57             | 56             | 58            | -             | -              | 0              | 0             | 0             | 0              | 0              | 0      | 0      | 0      | 0      | 0      | 0      | 0      | 0      | 0      | 0      | 0      | 0      | 0      | 0      |
| Sezon 2022/2023                                                               |                    |                  |                  |                  |                  |               |               |                  |                  |                  |                  |               |               |                  |                  |               |               |                |                |               |               |                |                |               |               |                |                |        |        |        |        |        |        |        |        |        |        |        |        |        |        |
| Frenštát HS106                                                                | Frenštát HS106     | Szczyrk HS104    | Szczyrk HS104    | Einsiedeln HS117 | Einsiedeln HS117 | Kranj HS109   | Kranj HS109   | Villach HS98     | Villach HS98     | Notodden HS98    | Notodden HS98    | Szczyrk HS104 | Szczyrk HS104 | Villach HS98     | Villach HS98     | Oberhof HS100 | Oberhof HS100 | Zakopane HS140 | Zakopane HS140 | punkty        | punkty        | punkty         | punkty         | punkty        | punkty        | punkty         | punkty         | punkty | punkty | punkty | punkty | punkty | punkty | punkty | punkty | punkty | punkty | punkty |        |        |        |
| -                                                                             | -                  | 74               | dq               | 45               | 42               | 73            | 69            | -                | -                | 53               | 52               | -             | -             | -                | -                | -             | -             | -              | -              | 0             | 0             | 0              | 0              | 0             | 0             | 0              | 0              | 0      | 0      | 0      | 0      | 0      | 0      | 0      | 0      | 0      | 0      | 0      |        |        |        |
| Sezon 2023/2024                                                               |                    |                  |                  |                  |                  |               |               |                  |                  |                  |                  |               |               |                  |                  |               |               |                |                |               |               |                |                |               |               |                |                |        |        |        |        |        |        |        |        |        |        |        |        |        |        |
| Szczyrk HS104                                                                 | Szczyrk HS104      | Einsiedeln HS117 | Einsiedeln HS117 | Villach HS98     | Villach HS98     | Râșnov HS97   | Râșnov HS97   | Kandersteg HS106 | Kandersteg HS106 | Notodden HS98    | Notodden HS98    | Falun HS100   | Falun HS100   | Szczyrk HS104    | Szczyrk HS104    | Oberhof HS100 | Oberhof HS100 | Zakopane HS140 | Zakopane HS140 | punkty        | punkty        | punkty         | punkty         | punkty        | punkty        | punkty         | punkty         | punkty | punkty | punkty | punkty | punkty | punkty | punkty | punkty | punkty | punkty | punkty |        |        |        |
| -                                                                             | -                  | -                | -                | -                | -                | 18            | 16            | -                | -                | -                | -                | -             | -             | -                | -                | -             | -             | -              | -              | 28            | 28            | 28             | 28             | 28            | 28            | 28             | 28             | 28     | 28     | 28     | 28     | 28     | 28     | 28     | 28     | 28     | 28     | 28     |        |        |        |
| Sezon 2024/2025                                                               |                    |                  |                  |                  |                  |               |               |                  |                  |                  |                  |               |               |                  |                  |               |               |                |                |               |               |                |                |               |               |                |                |        |        |        |        |        |        |        |        |        |        |        |        |        |        |
| Hinterzarten HS109                                                            | Hinterzarten HS109 | Frenštát HS106   | Frenštát HS106   | Szczyrk HS104    | Szczyrk HS104    | Kranj HS109   | Kranj HS109   | Villach HS98     | Villach HS98     | Einsiedeln HS117 | Einsiedeln HS117 | Otepää HS97   | Otepää HS97   | Otepää HS97      | Kandersteg HS106 | Notodden HS98 | Notodden HS98 | Falun HS100    | Falun HS100    | Szczyrk HS104 | Szczyrk HS104 | Eisenerz HS109 | Eisenerz HS109 | Oberhof HS100 | Oberhof HS100 | Zakopane HS140 | Zakopane HS140 | punkty |        |        |        |        |        |        |        |        |        |        |        |        |        |
| -                                                                             | -                  | -                | -                | 61               | 61               | 46            | 45            | 34               | 32               | -                | -                | -             | -             | -                | -                | 50            | 53            | -              | -              | 57            | 61            | 47             | 58             | 73            | 78            | 68             | 65             | 0      |        |        |        |        |        |        |        |        |        |        |        |        |        |
| Legenda                                                                       |                    |                  |                  |                  |                  |               |               |                  |                  |                  |                  |               |               |                  |                  |               |               |                |                |               |               |                |                |               |               |                |                |        |        |        |        |        |        |        |        |        |        |        |        |        |        |
| 1 2 3 4-10 11-30 poniżej 30 dq – dyskwalifikacja - − zawodnik nie wystartował |                    |                  |                  |                  |                  |               |               |                  |                  |                  |                  |               |               |                  |                  |               |               |                |                |               |               |                |                |               |               |                |                |        |        |        |        |        |        |        |        |        |        |        |        |        |        |